# Festuca armoricana
Festuca armoricana är en gräsart som beskrevs av Michel François-Jacques Kerguélen. Festuca armoricana ingår i släktet svinglar, och familjen gräs. Inga underarter finns listade i Catalogue of Life.